# Маргиломан, Александру
Александру Маргиломан (рум.  Alexandru Marghiloman; 4 июля 1854, Бузэу, княжество Валахия — 10 мая 1925, Бузэу, Королевство Румыния — румынский государственный, политический и общественный деятель, премьер-министр Королевства Румыния (с 5 марта 1918 по 24 октября 1918 года), министр юстиции, министр внутренних дел, министр финансов, министр иностранных дел, министр общественных работ, министр сельского хозяйства, промышленности и торговли. Сенатор Румынии. Председатель Консервативной партии Румынии. Адвокат. Доктор наук.

## Биография
Обучался в Государственном университете Святого Савы в Бухаресте, затем изучал право в Высшей школе социальных наук в Париже. В 1878 году получил докторскую степень в области политики и права. После возвращения на родину был прокурором (1879) и судьёй (1880) столичного суда. С 1881 года занимался адвокатской практикой. В 1884 году был назначен государственным поверенным.
В том же году был избран в парламент. Один из основателей Конституционной партии Румынии (1891). В апреле 1907 года Конституционная партия объединилась с консервативной партией и он был избран членом Исполнительного комитета партии.
В 1884—1914 годах — заместитель председателя партии, а с 4 июня 1914 по 10 мая 1925 года —
лидер консерваторов. Как председатель Консервативной партии, поддерживал тесное сотрудничество Румынии с Германией и Австро-Венгрией в рамках Тройственного союза.
Дважды в 1888 и 1891 годах становился министром юстиции. Дважды в 1888 и 1889 гг. — министром общественных работ.
В 1900—1901 гг. руководил Министерством иностранных дел а в 1912—1913 — Министерством финансов. В 1910—1912 и в 1918 годах был министром внутренних дел.
По просьбе короля Фердинанда I с 5 марта 1918 по 24 октября 1918 года занимал пост премьер-министра Королевства Румыния. Монарх надеялся, что Маргиломан сумеет заключить мир с оккупантами.
После проведения переговоров Маргиломан подписал 7 мая 1918 г. Бухарестский мирный договор. Положения договора были унизительными для Румынии: Добруджа была оккупирована Болгарией, Австро-Венгрия заняла западные Карпаты, Германия ввела монополию на нефть в 1890-е годы, торговля зерновыми, эксплуатация и переработка древесины, а также доступ к Чёрному морю, были разрешены только вдоль торгового пути в Констанцу. Несмотря на давление, король Фердинанд I отказался ратифицировать этот мирный договор, что позволило выжить румынскому государству. Популярность Маргиломана сильно пострадала от этого решения. С этого момента и до его смерти, общественное мнение считало его «предателем». После потери популярности консервативных политиков в послевоенной Румынии, Маргиломан ушёл из политической жизни и умер в своем родном городе.
Именем Маргиломана назван кофе (Kawy Marghilomana), приготовленный по-турецки с ромом.